# Heather Vandeven
Heather Vandeven va néixer a Hollywood, Califòrnia, el 6 de setembre de 1981.
Heather, és una actriu pornogràfica estatunidenca. Va ser triada noia Pet of the month el 2006 per la revista Penthouse, va esdevenir posteriorment la noia Pet of the year 2007. Després d'aconseguir el seu diploma a l'edat de 17 anys, Heather ha servit a l'Exèrcit dels Estats Units d'Amèrica durant dos anys i mig, en la qual treballava en el departament d'inspecció d'aliments. És llicenciada en pedagogia per la Universitat del sud d'Illinois i va estudiar un Master en Nutrició el 2006. És una de les estrelles de la sèrie de televisió Life on Top que narra les aventures eròtiques de 4 dones novaiorqueses.